# Convolvulus tricolor
Convolvulus tricolor — вид рослин родини берізкові (Convolvulaceae). лат. tricolor — «триколірний».

## Опис
Це однорічна рослина, що досягає висоти від 15 до 50 сантиметрів з поодинокими на довгих ніжках квітками. Віночок від 15 до 40 міліметрів в довжину, синій, а центр жовтий і білий. Період цвітіння з червня по вересень.

## Поширення
Північна Африка: Алжир; Лівія; Марокко; Туніс. Європа: Німеччина; Колишня Югославія; Греція; Італія; Франція; Португалія; Гібралтар; Іспанія. Також культивується, використовується як декоративна рослина. Росте у відкритих, сухих місцях.

## Галерея

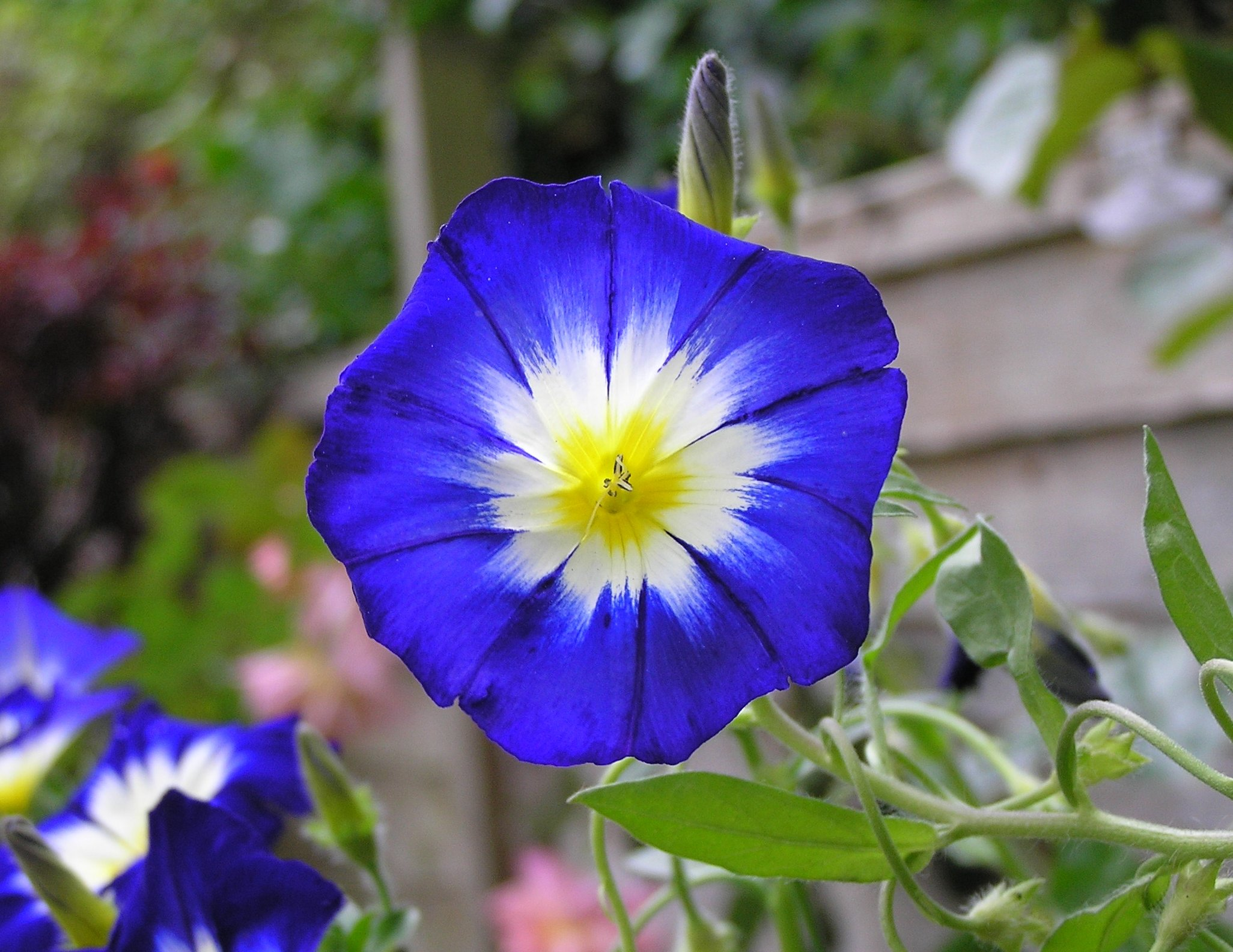
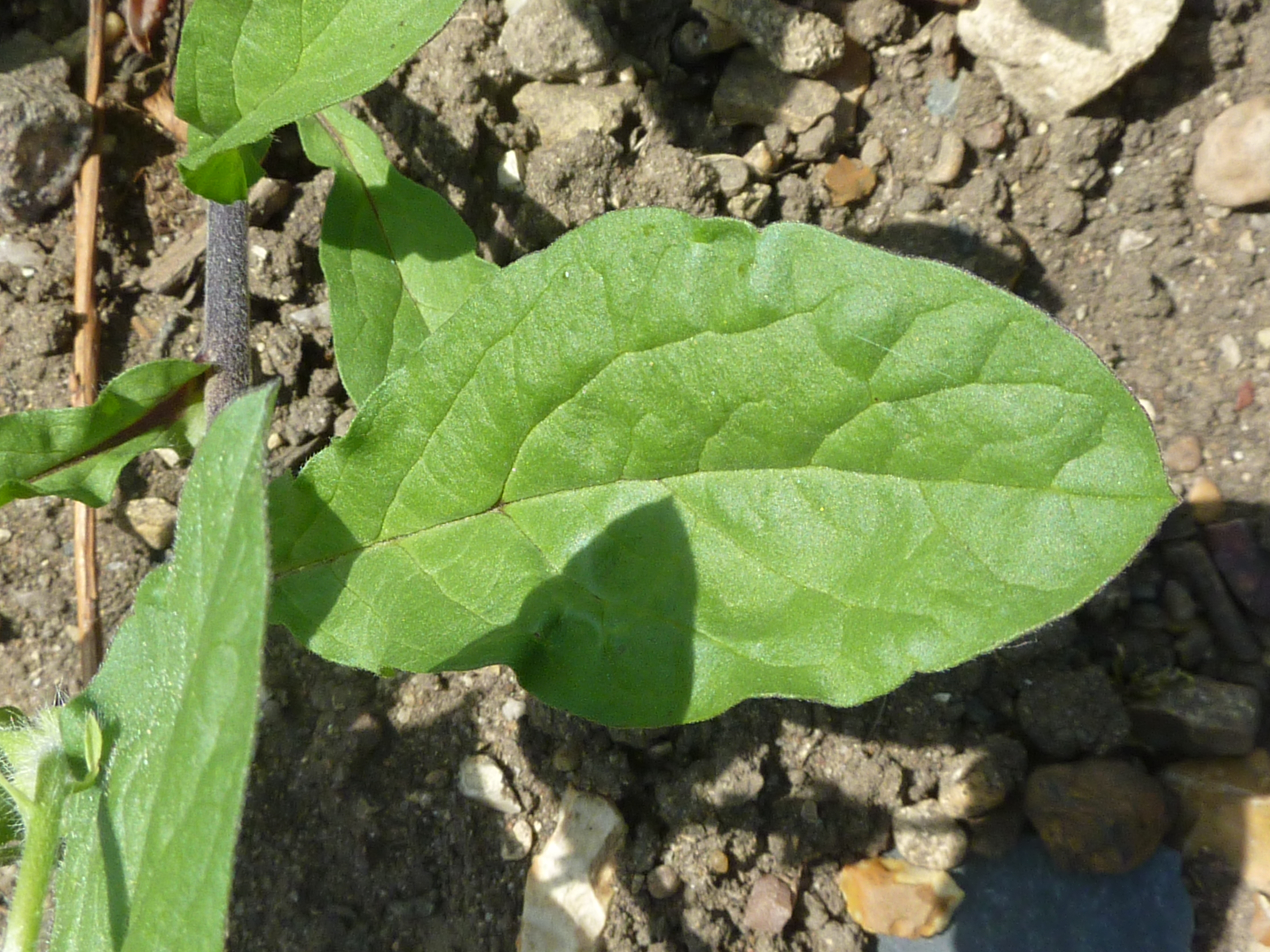
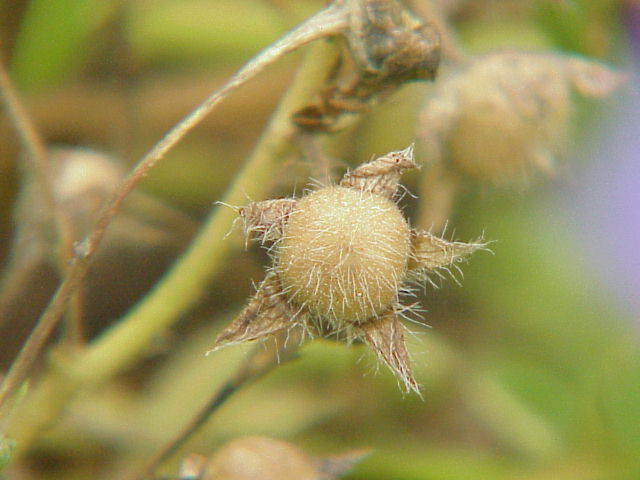